# Álomtánc
Az Álomtánc Lola magyar énekesnő első stúdióalbuma.

## Az album dalai
1. Álomtánc
2. Szerelem
3. Titokban álmodoztunk
4. Ez a srác
5. Bon voyage
6. Rossz ez így nekem
7. Titkok kertje
8. Búcsúzom
9. Pillanat
10. Holnaptól
11. Álomtánc [Ballada Version]
12. Hallja meg a világ! [Bonus]